# Aspidistra yingjiangensis
Aspidistra yingjiangensis là một loài thực vật có hoa trong họ Măng tây. Loài này được L.J.Peng mô tả khoa học đầu tiên năm 1989.